# 大和オークシティ
大和オークシティ（やまとオークシティ）は、神奈川県大和市に所在するショッピングセンター。イトーヨーカドー大和鶴間店とイオンモール大和で構成される。両店舗は道路を挟んで立地し連絡通路で結ばれ、南のイオンモール大和側には大和市役所が所在し連絡通路で結ばれている。

## 概要
2001年11月28日、いすゞ車体大和工場の跡地に開業した。施設の保守管理はいすゞ自動車子会社が行っている。。
イオンモール大和（核店舗はイオン大和鶴間店）は、2007年9月22日に施設名称を「イオン大和ショッピングセンター」から現名称に変更。その後、2011年5月28日に同じ大和市内に現「イオン大和ショッピングセンター」（核店舗はイオン大和店、最寄り駅は高座渋谷駅）が開業した。
なおイトーヨーカドーとイオンの店舗が隣接して同時開店した例としては他に、古淵駅前のイトーヨーカドー古淵店とイオン相模原ショッピングセンターがある。

## イトーヨーカドー大和鶴間店
当店舗がオープンした後、大和市内にあったイトーヨーカドー中央林間店と大和店の2つの店舗が閉鎖され一本化された。

### フロア・主なテナント

#### 1階
食品・飲食と生活のフロア
- フードコート
- 静岡銀行大和支店（施設外）[2]
- ダイソー[3]

#### 2階
ファッションのフロア
- ユニクロ[4]
- ロフト[5]
- ABC-MART[6]

#### 3階
子供・肌着と暮らしのフロア
- くまざわ書店[7]
- アカチャンホンポ[8]
- 新星堂[9]
- アイガン[10]
- スタジオアリス[11]
- コイデカメラ[12]
- プレイランド[13]

## イオンモール大和
イオンモール大和は、イオンモール株式会社運営のショッピングセンター。日本リテールファンド投資法人が所有。イオン株式会社、イオンモール株式会社にとって大規模小売店舗立地法施行後初の開業店舗である。
2007年9月22日に施設名称が「イオン大和ショッピングセンター」から「イオンモール大和」に変更された。現在の「イオン大和ショッピングセンター」は2011年5月28日にオープンしたイオン大和店を核店舗とした商業施設を指す。

### フロア・主なテナント
核店舗はイオン大和鶴間店で、ほかに約80の専門店テナントを有する。出店テナント全店の一覧・詳細は公式サイトを、営業時間は公式サイトを参照。

#### 1階
- 無印良品[17]
- イオンペット[18]
- カメラのキタムラ[19]

#### 2階
- ライトオン[20]
- イオン保険サービス[21]

#### 3階
- ASBee[22]
- 未来屋書店[23]
- ムラサキスポーツ[24]
- ジーユー[25]
- イオンホール（多目的ホール）

#### 4階
- こども〜る鶴間 - 大和市保育課委託事業、地域子育て支援拠点事業

### 事故
2003年11月5日の午前5時10分頃、敷地内にある生ごみ処理施設が爆発し、消防隊員や警察官、警備員など11人が重軽傷を負う事故が発生した。その後に生ごみ処理施設は撤去され、ごみの分別収集は厳しく行われている。

## 最寄バス停
- 神奈川中央交通・大和市コミュニティバス
  - 鶴間二丁目、オークシティ南、オークシティ前停留所